# Sadeq Hedayat

Sadeq Hedayat

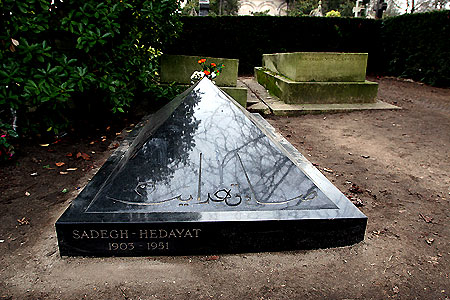
Sadeq Hedayats grav på Père Lachaise-kyrkogården i Paris.

Sadeq Hedayat (persiska صادق هدایت), född 17 februari 1903 i Teheran i Iran, död 9 april 1951 i Paris, var en persisk författare och räknas som Irans förste litteräre modernist. Hedayat var en ivrig anhängare av paniranism och persisk kulturrenässans. Han var dessutom en skarp kritiker av islam, vilket ledde till att hans verk förbjöds i hans hemland efter revolutionen. 

## Biografi
Hedayat föddes i en rik familj och påbörjade sin utbildning vid Franska skolan i Teheran. År 1925 utvaldes han till en grupp studenter som fick möjligheten att studera utomlands och under de närmaste fyra åren vistades han i Belgien och Frankrike. Han studerade där först till tandläkare innan han bytte bana och blev ingenjör. Han återvände till hemlandet där han under de närmast följande åren hade en rad arbeten, bland annat som kontorist vid Handelskammaren i Teheran. I slutet av 1930-talet bodde han i Indien. Han var mycket intresserad av antikens Iran och lärde sig medelpersiska (pehlevi) av indiska parser i Mumbai.
Hedayat började skriva inspirerad av västerländska författare såsom Franz Kafka och Edgar Allan Poe, och publicerade sin första novellsamling Zende be gur (Levande begraven) 1930. Hans berömda kortroman Būf-i-kūr (Den blinda ugglan) utkom 1937. Han kritiserade de sociala och politiska förhållandena i sitt hemland, såsom prästerskapet och den politiska diktaturen. Han studerade också Omar Khayyams filosofiska verk och översatte sasanidiska verk från pehlevi.
År 1950 lämnade han Iran och bosatte sig i Paris. Han var djupt deprimerad och begick självmord året därpå. Han ligger begravd på Père Lachaise-kyrkogården i Paris.
Hans syster Anvar ol-Moluk Hedayat var gift med militären Ali Razmara, som var Irans premiärminister 1950-1951 och mördades av den islamistiska terrororganisationen Fedayan-e eslam.

## På svenska
- Den blinda ugglan: en berättelse (översättning Bo Utas, Studentlitteratur, 1965). Ny uppl. Tranan, 2008[2]
- Tre noveller. I antologin Getingboet och nitton andra noveller från Iran (översättning Carl G. Martinsson, Askild & Kärnekull, 1983)